# Faurea recondita
Faurea recondita är en tvåhjärtbladig växtart som beskrevs av Rourke & V.R.Clark. Faurea recondita ingår i släktet Faurea och familjen Proteaceae. Inga underarter finns listade i Catalogue of Life.